# Carlos Silva (duchowny)
Carlos Silva OFMCap (ur. 5 grudnia 1962 w Andradinie) – brazylijski duchowny katolicki, kapucyn, biskup pomocniczy São Paulo od 2021.

## Życiorys

### Prezbiterat
Święcenia kapłańskie otrzymał 1 sierpnia 1992 w zakonie kapucynów. Przez kilka lat pracował jako duszpasterz powołań i misji. W latach 2004–2013 był misjonarzem w Meksyku. Po powrocie do kraju został mianowany prowincjałem, a w 2018 został powołany do rady generalnej zakonu.

### Episkopat
16 grudnia 2020 papież Franciszek mianował go biskupem pomocniczym São Paulo ze stolicą tytularną Summula. Sakry biskupiej udzielił mu 13 lutego 2021 kardynał Odilo Scherer – metropolita São Paulo.